# Kappa-Cygniden
Der Meteorstrom der Kappa-Cygniden ist im Zeitraum vom 3. bis zum 28. August aktiv. In diesem Zeitraum sind nur eine geringe Anzahl an Kappa-Cygniden (ZHR: 3 Meteore pro Stunde) beobachtbar. Der Radiant verlagert sich nur geringfügig, wodurch die Radiantenposition kontinuierlich etwa 5 Grad nördlich des Sternes κ-Cygni liegt.
Die Kappa-Cygniden erreichten in den Jahren 2000 sowie 2014 im Maximum eine ZHR von 6 Meteore pro Stunde. Weiterhin trat in den Jahren 1950, 1993 und 2007 eine erhöhte Aktivität auf.